# Канаан-дус-Каражас
Канаан-дус-Каражас (порт. Canaã dos Carajás) — муниципалитет в Бразилии, входит в штат Пара. Составная часть мезорегиона Юго-восток штата Пара. Входит в экономико-статистический микрорегион Парауапебас. Население составляет 26 716 человек на 2010 год. Занимает площадь 3 146,407 км². Плотность населения — 8,49 чел./км².

## Демография
Согласно сведениям, собранным в ходе переписи 2010 г. Национальным институтом географии и статистики (IBGE), население муниципалитета составляет:
| Полное население                               | Полное население                               | Полное население                               | Полное население                               | 26 716 |
| ---------------------------------------------- | ---------------------------------------------- | ---------------------------------------------- | ---------------------------------------------- | ------ |
| в том числе:                                   | Городское население                            | 20 727                                         | Процент городского населения, %                | 77,58  |
|                                                | Сельское население                             | 5 989                                          | Процент сельского населения, %                 | 22,42  |
|                                                | Мужское население                              | 13 585                                         | Процент мужского населения, %                  | 50,85  |
|                                                | Женское население                              | 13 131                                         | Процент женского населения, %                  | 49,15  |
| Плотность населения, чел/км²                   | Плотность населения, чел/км²                   | Плотность населения, чел/км²                   | Плотность населения, чел/км²                   | 8,49   |
| Население муниципалитета в % к населению штата | Население муниципалитета в % к населению штата | Население муниципалитета в % к населению штата | Население муниципалитета в % к населению штата | 0,35   |

По данным оценки 2015 года, население муниципалитета составляет 33 632 жителя.

## Статистика
- Валовой внутренний продукт на 2003 год составляет 175 946 444,00 реала (данные: Бразильский институт географии и статистики).
- Валовой внутренний продукт на душу населения на 2003 год составляет 14 055,48 реала (данные: Бразильский институт географии и статистики).
- Индекс развития человеческого потенциала на 2000 год составляет 0,700 (данные: Программа развития ООН).

## Важнейшие населенные пункты
| № | Населённый пункт   | Населённый пункт (порт.) | Категория | Население чел. (2010) | На карте                       |
| - | ------------------ | ------------------------ | --------- | --------------------- | ------------------------------ |
| 1 | Канаан-дус-Каражас | Canaã dos Carajás        | город     | 20 727                | 6°32′06″ ю. ш. 49°51′04″ з. д. |
| 2 | Вила-Планалту      | Vila Planalto            | поселок   | 763                   | 6°24′15″ ю. ш. 49°50′52″ з. д. |
| 3 | Вила-Бон-Жезус     | Vila Bom Jesus           | поселок   | 694                   | 6°25′42″ ю. ш. 50°01′06″ з. д. |
| 4 | Мозартинополис     | Mozartinópolis           | поселок   | 302                   | 6°28′10″ ю. ш. 50°15′32″ з. д. |
| 5 | Вила-Оуру-Верди    | Vila Ouro Verde          | поселок   | 180                   | 6°31′37″ ю. ш. 50°08′36″ з. д. |